# Miejski Zakład Komunikacyjny w Ełku
Miejski Zakład Komunikacyjny w Ełku – firma świadczącą przewozy miejską komunikacją zbiorową w mieście Ełku oraz w gminie wiejskiej Ełk. Przedsiębiorstwo działa nieprzerwanie od roku 1973. Ponadto prowadzi sprzedaż i dystrybucję biletów na przewozy komunikacją miejską, konserwację i naprawę własnych pojazdów samochodowych, sprzedaż powierzchni reklamowych na autobusach, a także wynajem autobusów wraz z kierowcą.

## Informacje ogólne
Miejski Zakład Komunikacji w Ełku jako spółka z ograniczoną odpowiedzialnością. Funkcjonuje od 1 marca 2007 roku. Firma powstała w wyniku przekształcenia zakładu budżetowego. 100% udziałów spółki należy do dwóch wspólników:
- Miasta Ełku – reprezentowanego przez Prezydenta Miasta, Tomasza Andrukiewicza
- Gminy Ełk – reprezentowanej przez Wójta Gminy, Tomasza Osewskiego

## Władze spółki
Od 2009 roku władzę w spółce sprawują:
- Zarząd
  - Zbigniew Chojnowski – Prezes poprzedni
  - Michał Kwiatkowski - od 01.02.2023 r. - Prezes
- Rada Nadzorcza:
  - Marek Kotlarski – przewodniczący
  - Robert Dawidowski – członek
  - Andrzej Chmielecki – członek
- Główny księgowy/Prokurent:
  - Alicja Chorąży

## Historia
Zakład Komunikacji Miejskiej został utworzony uchwałą Prezydium Miejskiej Rady Narodowej w Ełku 5 kwietnia 1973 roku. Uruchomienie pierwszej linii autobusowej nastąpiło 20 lipca tego samego roku. Przedsiębiorstwo dysponowano wówczas 2 autobusami, które kursowały na trasie: Wojska Polskiego – Kombinat Mięsny. Do końca 1973 roku zakład wzbogacił się o kolejne 7 autobusów (San H 100B). W tym czasie istniały już 3 linie:
1. Kombinat Mięsny – Szyba
2. Kombinat Mięsny – Siedliska
3. Dworzec PKP – Straduny.

W pierwszym półroczu funkcjonowania komunikacji przewieziono łącznie 403 tysiące pasażerów. W związku z czym dokupiono kolejne dwa autobusy, uruchamiając przy okazji czwartą linię na trasie Kombinat Mięsny – Nowa Wieś Ełcka. Łączna długość linii obsługiwanych przez MZK wynosiła 31km. W roku 1978 zakład miał do dyspozycji 20 autobusami (11 Sanów, 7 Autosanów i 2 Jelcze). W tym czasie obsługiwano 5 linii otwartych o łącznej długości 37 km i 4 linie zamknięte obsługujące zakłady pracy. W tym roku przewieziono łącznie 4 650 000 pasażerów.
W 1991 roku została podjęta decyzja o przekształceniu Przedsiębiorstwa Gospodarki Komunalnej i Mieszkaniowej (PGKiM) oraz wyodrębnieniu z niego Miejskiego Zakładu Komunikacji jako samodzielnej jednostki organizacyjnej, który otrzymał status samodzielnego zakładu budżetowego Kolejnym ważnym wydarzeniem było powołanie w 2007 roku spółki w miejsce istniejącego zakładu budżetowego ze 100% udziałem gminy miejskiej Ełk. W 2008 roku do spółki przystąpiła gmina Ełk. Od 2010 roku MZK obsługiwało 17 linii autobusowych, które przebiegały przez obszar Ełku, gminy Ełk i gminy Stare Juchy. W 2011 roku uruchomiono 18 linię autobusową. 1 marca 2018 rozpoczęto realizację projektu „Rozwój zrównoważonego transportu publicznego w Mieście Ełk"  w ramach którego planowany jest m.in. zakup sześciu autobusów klasy maxi o napędzie hybrydowych, poprawę infrastruktury przystankowej, wdrożenie systemu dynamicznej informacji pasażerskiej. Wartość projektu to 17 598 117,53 zł.

## Linie
Aktualnie MZK w Ełku obsługuje 18 linii autobusowych (nie licząc linii nr 9 i 15). Autobusy przejeżdżają rocznie ponad 1,5 mln km i przewożą 4,8 mln pasażerów.
| 1. Zakłady Mięsne – Mrozy (pętla) – Zakłady Mięsne 2. Zakłady Mięsne – Woszczele (pętla) – Zakłady Mięsne 3. Zakłady Mięsne – "Działki"/Chojniak/Krokocie/Sajzy – Zakłady Mięsne 4. Zakłady Mięsne – Nowa Wieś Ełcka – Zakłady Mięsne 5. Konieczki – Chełchy (wieś) – Konieczki 6. "Działki" – Jeziorna (pętla)/Szpital – Północ/"Działki" 7. Konieczki – Jeziorna (pętla)/Szpital – Konieczki 8. Konieczki – Jeziorna (pętla)/Szpital/Barany – Konieczki | 1. Konieczki – Rymki – Konieczki 2. Zakłady Mięsne – Jeziorna – Zakłady Mięsne 3. Zakłady Mięsne – Szpital – Zakłady Mięsne/Przemysłowa PST/Szeligi 4. Konieczki – Zakłady Mięsne – Konieczki 5. Krokocie/Straduny (pętla) – Jeziorna – Straduny (pętla)/Krokocie 6. Konieczki – Północ – Konieczki 7. Dąbrowskiego (PKP) – Rożyńsk – Dąbrowskiego (PKP) 8. Zakłady Mięsne – Rymki – Zakłady Mięsne |

## Adres
Miejski Zakład Komunikacji” Spółka z o.o. w Ełku
ul. Ignacego Łukasiewicza 8
19-300 Ełk